# Лозна (Селаж)
Лозна (рум. Lozna) — село у повіті Селаж в Румунії. Адміністративний центр комуни Лозна.
Село розташоване на відстані 379 км на північний захід від Бухареста, 35 км на північний схід від Залеу, 61 км на північ від Клуж-Напоки.

## Населення
За даними перепису населення 2002 року у селі проживали 402 особи, усі — румуни. Усі жителі села рідною мовою назвали румунську.